# Dāng
Dāng (persisch دانگ), in türkischer Aussprache Denk oder Dank, in europäischen Darstellungen auch als Döng oder Dung bezeichnet, ist eine persische Maßangabe mit der Bedeutung eines Sechstels. Gewöhnlich wird damit ein Sechstel Mithqāl bezeichnet. Allerdings kann damit auch der sechste Teil eines Hauses oder Grundstücks bezeichnet werden.

## Etymologie
Nach Wilhelm Eilers geht das Wort auf das mittelpersische Wort dānag zurück, das auch in dem neupersischen Wort dāne ‚Stück‘, weiterlebt. Als Münzbezeichnung ist es durch elamische da-na-kai in den Schatzhausurkunden von Persepolis schon für die Achämenidenzeit bezeugt. Als griechisch δανάκη erscheint die Einheit auch bei Kallimachos, Iulius Pollux und Hesychios von Alexandria. Die Dānaka war ursprünglich eine Gewichtseinheit für Silber, die einem Achtel Schekel entsprach. Später wurde die Dānaka in Form des arabischen Dāniq zur Bezeichnung einer sechstel Drachme. Von daher hat das Wort im Neupersischen und Arabischen die Bedeutung eines Sechstels erhalten.
In Armenien wird der Ausdruck Dank als Bezeichnung für eine geringwertige Münze verwendet. Eilers vermutet, dass auch das Wort Tenge, das bei den Mongolen für eine Silbermünze verwendet wird, auf den Dāng zurückgeht.

## Wertbestimmung

### Dāng als ein Sechstel Mithqāl
In der Zeit der Ilchane wurde der Wert des Dāng auf 1/6 Mithqāl festgesetzt. Er entsprach gleichzeitig 1/4 Dirham = 4 Qīrāt = 16 Habba. In Persien, wo der Dāng im frühen 19. Jahrhundert als Gewicht für Gold und Silber verwendet wurde, war die Maßkette: 1 Dirham = 2 Mithqāl = 12 Dāng = 48 Nochud oder Karat = 144 Habba.
Als eine Gewichtseinheit, die den Wert eines Sechstel Mithqāl hat, entspricht der Dāng 0,802 Gramm. Willem Floor dagegen, der von der Gleichung 1 Dāng = 4 Nochud ausgeht, kommt für den Dāng auf ein metrisches Gewicht von 0,77 Gramm. In alten Münzhandbüchern findet sich auch die Angabe, dass der Dāng 800,648 Milligramm bzw. 7/9 Gramm entspricht.

### Andere Wertbestimmungen
Nach Johann Friedrich Krüger war der Dāng in Persien eine Rechnungsmünze, die aus 10 Fils bestand und von der 10 einen Mahmūdī und 1000 einen Toman bildeten. Nach Heigelin hatte er den Wert von 3 bis 4 Pfennigen.